# Омар (фильм)
«Омар» (араб. عمر‎) — кинофильм палестинского режиссёра Хани Абу-Ассада, вышедший на экраны в 2013 году.

## Сюжет
Молодые палестинцы Омар, Тарек и Амджад мечтают об освобождении своей родной земли, оккупированной израильскими войсками. Почти каждый день Омар пересекает разделительную стену, рискуя своей свободой или даже жизнью, чтобы встретиться с возлюбленной — Надией, сестрой Тарека. Друзья решают действовать и совершают нападение на израильский контрольно-пропускной пункт, убивая одного из солдат. Через несколько дней в результате облавы, обеспеченной чьим-то предательством, полиция захватывает Омара, который подвергается допросам и пыткам, однако отказывается выдать своих друзей. Наконец, он приходит с агентом Рами к соглашению, что в течение месяца приведёт к нему Тарека. Однако, выйдя на свободу, Омар вовсе не собирается выполнять своё обещание…

## В ролях
- Адам Бакри — Омар
- Лим Любани — Надия
- Валид Зуайтер — агент Рами
- Самер Бишарат — Амджад
- Эйяд Хурани — Тарек

## Награды и номинации
- 2013 — специальный приз жюри программы «Особый взгляд» на Каннском кинофестивале (Хани Абу-Ассад).
- 2013 — призы за лучший фильм и лучшую режиссуру (Хани Абу-Ассад) на кинофестивале в Дубае.
- 2013 — приз молодёжного жюри на Гентском кинофестивале (Хани Абу-Ассад).
- 2014 — номинация на премию «Оскар» за лучший фильм на иностранном языке.
- 2014 — приз «Серебряная лягушка» фестиваля операторского искусства Camerimage (Эхаб Ассал).